# Charles F. Sullivan

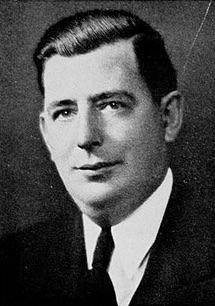
Charles F. Sullivan (1945)

Charles F. „Jeff“ Sullivan (* 10. Oktober 1904 in Worcester, Massachusetts; † 24. August 1962) war ein US-amerikanischer Politiker. Zwischen 1949 und 1953 war er Vizegouverneur des Bundesstaates Massachusetts.

## Werdegang
Vor seiner Zeit als Politiker betrieb Charles Sullivan ein Restaurant. Dann schlug er als Mitglied der Demokratischen Partei eine politische Laufbahn ein. Zwischen 1937 und 1940 saß er als Abgeordneter im Repräsentantenhaus von Massachusetts; von 1941 bis 1946 gehörte er dem Staatssenat an. Im Jahr 1943 kandidierte er noch erfolglos für das Amt des Bürgermeisters von Worcester, das er später zwischen 1946 und 1949 dann doch ausübte. Im Juli 1948 nahm er als Delegierter an der Democratic National Convention in Philadelphia teil, auf der Präsident Harry S. Truman zur Wiederwahl nominiert wurde.
Im selben Jahr wurde Sullivan an der Seite von Paul A. Dever zum Vizegouverneur von Massachusetts gewählt. Dieses Amt bekleidete er zwischen 1949 und 1953. Dabei war er Stellvertreter des Gouverneurs. 1952 wurde er nicht mehr in diesem Amt bestätigt. Nach seiner Zeit als Vizegouverneur betrieb Sullivan ein Spirituosengeschäft. Er starb am 24. August 1962.